# Hans-Wolfgang Nickel

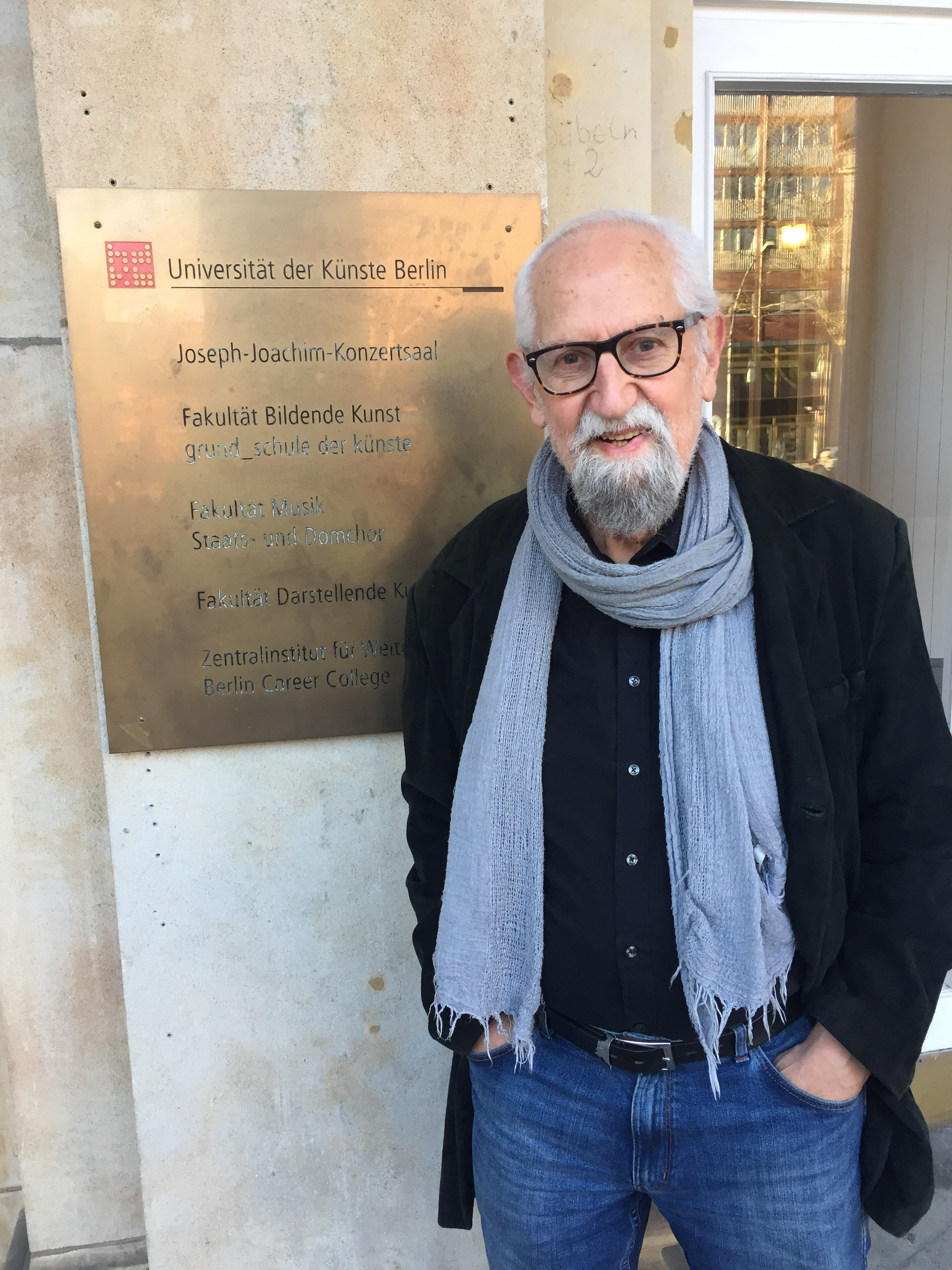
Hans-Wolfgang Nickel (2019)

Hans-Wolfgang Nickel (geb. 3. August 1933 in Dortmund; gest. 27. Februar 2024 in Berlin) war ein deutscher Spiel- und Theaterpädagoge.

## Leben
Nickel studierte in Saarbrücken (Kunstgeschichte, Romanistik, Kulturgeschichte), Paris (Romanistik, Philosophie), Wien (Theaterwissenschaft, Volkskunde), Berlin (Pädagogische Hochschule: Lehrerstudium, Freie Universität: Theaterwissenschaft). Nach der Lehrerprüfung (1. und 2. Staatsexamen), erfolgte eine Promotion in Wien (Theaterwissenschaft) zum Thema: „Deutsches Theater auf Pariser Bühnen“.
1959 erfolgte eine Gründung der Berliner Lehrerbühne, deren Leiter er bis 1966 war, von arbeitete er als 1961–1964 Lehrer in einer Berliner Grundschule, zugleich war er Musiklehrer an einer Realschule.
1964 erhielt er eine Berufung zum Dozenten, dann Professor, an der Pädagogischen Hochschule Berlin (später Hochschule der Künste/Universität der Künste): Entwicklung der Musischen Übung zu einem eigenen Fach „Schulspiel“ (wählbar als 2. Wahlfach im Lehrerstudium), seit 1973 gemeinsam mit Hans Martin Ritter. Intendiert hatte Nickel „Schulspiel“ nicht als eigenes Fach in den Schulen, sondern als Methode im Unterricht und als Theater-AG (ohne Noten, Klausuren).
Nach der 1980 erfolgten Auflösung der Pädagogischen Hochschule und der Integration des Fachbereichs in die Hochschule der Künste Berlin wurde das Fach Schulspiel zum Studienfach Spiel- und Theaterpädagogik. 1998 wurde er emeritiert.

## Wirken (Forschung)
Nickel gehörte zu den Begründern der Spiel- und Theaterpädagogik in Deutschland und den Wegbereitern des Faches Darstellendes Spiel.
Von der Schulzeit an beteiligte er sich am Aufbau und Leitung eigener Theatergruppen: z. B. am Gymnasium Büchner: Leonce und Lena, Steguweit: Die Gans; während des Studiums in Wien die erste Ionesco-Aufführung in Österreich: Die Unterrichtsstunde; als Lehrer Gründung der Berliner Lehrerbühne; an der Hochschule Aufbau der PH Studiogruppe, auch „Mini-Monos“ genannt wegen ihrer Spezialität kleiner Improvisationstheaterformen (Mini-Mono-Dramen) mit Einbeziehung des Publikums. Regelmäßige Teilnahme an Festivals und Theatertreffen (u. a. Recklinghausen, Korbach).
Als Professor im Rahmen des Theaterpädagogik-Studiums gab an der HdK/UdK regelmäßig im Wintersemester eine größere Inszenierung; darunter die Reihe „Altes Schultheater“:
- Comenius: Schola Ludus (WS 1988/89)
- Erasmus: Colloquia (WS 1989/90)
- Endinger Judenspiel (WS 1990/91)
- Comenius: Diogenes Cynicus (WS 1991/92)
- Stummelius: Studentes (WS 1992/93)

Umfassende Lehr- und Forschungsreisen unternahm er im In- und Ausland u. a. Nach Österreich, Schweiz, Israel, Philippinen, Singapur, Thailand, Türkei, England, Chicago (USA), China, Mexiko, Ecuador, Kolumbien, Peru, und Bolivien.

## Kooperationen
Regionale Zusammenarbeit erfolgte mit der Akademie der Künste Berlin, der Berliner Landesarbeitsgemeinschaft Spiel und Theater (LAG), der Bundesarbeitsgemeinschaft Spiel und Theater (BAG) und dem Goethe-Institut. Internationale Zusammenarbeit geschah mit der israelischen Amateurtheaterorganisation MILEV (Gideon Sarig), Tel Aviv (Israel), mit der Stiftung der Künstler der staatlichen Theater TOBAV (Tamer Levent), Ankara (Türkei) und mit dem Verein Sanat Kurumu (Inci San, Kadir Cevik), Ankara und mit der Schauspielakademie Zürich (Felix Rellstab/Louis Naef), mit der FachstelleTheaterpädagogik des Pestalozzianums Zürich SADS (Marcel Gubler), mit dem Zentrum Theaterpädagogik der Pädagogischen Hochschule Luzern (Peter Züsli, heute: Ursula Ulrich) und mit dem Theaterpädagogischen Zentrum Brixen (Heidi und Thomas Troi)

## Publikationen
Hans-Wolfgang Nickel gab (z. T. mit anderen) von 1972 an (Heft 1) bis 1996 (Heft 36) die „Materialienhefte der LAG Spiel und Amateurtheater Berlin“ heraus. Hinzu kommen zahlreiche Aufsätze und Beiträge zu Themen der Spiel- und Theaterpädagogik sowie eine Fülle von Rezensionen.
- Autor für die Gewerkschaft Erziehung und Wissenschaft (GEW) seit 1960, regelmäßige Theaterkritiken für die GEW in der Berliner Lehrerzeitung (BLZ), heute Berliner Bildungszeitung (BBZ) seit 1967

### Monografien
- Regie: Thema und Konzept. Schibri, Milow 2005, 2. Aufl. 2009, ISBN 978-3-937895-07-9.
- Rollenspiel und Interaktionspädagogik. Schibri, Milow 2019, ISBN 978-3-86863-200-2.

### Ausgewählte Herausgeber- und Mitautorenschaften ab 2004
- Masken –  eine Bestandsaufnahme mit Beiträgen aus Pädagogik, Geschichte, Religion, Theater, Therapie. Mit Klaus Hoffmann und Uwe Krieger. Schibri, Milow 2004, ISBN 978-3-937895-03-1.
- Spiel- und Theaterpädagogik studieren.  Mit Dagmar Dörger[4]. Schibri, Milow 2005, ISBN 978-3-937895-21-5.
- Improvisationstheater. Ein Überblick. Mit Dagmar Dörger. Schibri, Milow 2008, ISBN 978-3-937895-62-8.
- Spiel – Theater – Medien in Kindheitspädagogik und Sozialer Arbeit. Schibri, Milow 2016, ISBN 978-3-86863-167-8.